# Pulci dei ghiacciai
Con pulci dei ghiacciai si intendono quelle specie di Collemboli (Hexapoda: Collembola) specializzati nel vivere sui ghiacci perenni. Non sono da confondere con le pulci delle nevi, che si possono trovare anche a bassa quota, su neve stagionale. Inoltre, è bene considerare che molti collemboli sono in grado di abitare almeno temporaneamente i ghiacciai, ma solo alcune specie (tipicamente appartenenti alla famiglia Isotomidae e caratterizzati da pigmento molto scuro) abitano esclusivamente questi ambienti, proliferandoci (e solo queste specie sono da considerarsi pulci dei ghiacciai)

## Biodiversità sulle Alpi
Fino a tempi recenti, la biodiversità dei collemboli ghiacciai in Europa era considerata limitata, rappresentata principalmente sulle Alpi da una specie, Desoria saltans (descritta nel 1841). È però sbagliato credere che la “pulce dei ghiacciai” corrisponda da una singola specie. Studi recenti, infatti, hanno rivelato un quadro molto più ricco e complesso, con la scoperta di almeno quattro nuove specie per le Alpi, appartenenti al genere Vertagopus, e di una specie per l’Appennino, Desoria calderonis. Da questi studi preliminari sembra che l’adattamento a vivere sul ghiaccio si sia evoluto indipendentemente in organismi diversi, più volte. Un altro studio conferma che anche in Nord America questo gruppo di organismi include più specie. 

## Distribuzione e biogeografia in Europa
Alcune specie Alpine presentano un’ampia distribuzione (ad esempio Desoria saltans, Vertagopus glacialis e V. alpinus a distribuzione alpina e V. psychrophilus presente soprattutto nel versante italiano delle Alpi), mentre altre sembrano essere endemiche di singoli ghiacciai o catene montuose periferiche, come il ghiacciaio del Fradusta in Trentino o il Calderone in Abruzzo . La presenza di molte specie localizzate in aree isolate suggerisce che queste zone abbiano agito come rifugi glaciali durante i periodi climatici più caldi del passato.

## Adattamenti
Le pulci dei ghiacciai mostrano adattamenti notevoli alla vita sul ghiaccio.  L’adattamento fisiologico ed ecologico-comportamentale dei collemboli per sopravvivere in condizioni di congelamento è stato oggetto di numerosi studi, in passato. Steinböck ha dimostrato che le specie che vivono sul ghiaccio presentano adattamenti estremi al freddo, entrando in coma da freddo solo a −16 °C, mentre le specie meno adattate e non glaciali diventano inattive già a −6 °C. Inoltre, Schaller e Zinkler hanno scoperto che i collemboli glaciali mantengono tassi respiratori relativamente elevati vicino allo 0 °C, dimostrando un metabolismo attivo intorno al punto di congelamento. Le specie che vivono direttamente sul ghiaccio nudo, come D. saltans, presentano una pigmentazione molto scura, utile a proteggersi dalle radiazioni UV intense tipiche delle superfici glaciali. Altre specie non strettamente supraglaciali, come V. alpinus, Desoria orobica o Gnathisotoma bicolor, che abitano detriti anche ai margini dei ghiacciai (quindi “proglaciali”) mostrano una pigmentazione più chiara sugli arti.

## Minacce e conservazione
A causa del rapido ritiro dei ghiacciai provocata dai cambiamenti climatici, molte di queste specie rischiano l’estinzione prima ancora di essere conosciute a fondo. La perdita degli habitat glaciali implica infatti la scomparsa degli ecosistemi associati. In questo contesto, le pulci dei ghiacciai rappresentano un indicatore importante per lo studio degli effetti del riscaldamento globale sulla biodiversità di alta quota. Ci mostrano anche come i ghiacciai non sono delle masse di ghiaccio senza vita, ma ospitano specie rare e minacciate, attualmente in grave pericolo di estinzione (oltre i collemboli, anche altri gruppi). La conservazione di queste specie passa attraverso una migliore conoscenza della loro tassonomia, ecologia, distribuzione e filogenesi, ma anche attraverso la tutela dei ghiacciai, limitandone lo sfruttamento per altri scopi. 